# Черноголовый попугай
Черноголовый попугай (лат. Aratinga nenday) — вид птиц из семейства попугаевых. Ранее выделяли в монотипический род  Nandayus.

## Внешний вид
Длина тела 30 см, хвоста 18 см. Основная окраска оперения зелёная. Щёки, лоб, темя и горло чёрного цвета. Вокруг глаз имеется белая неоперённая зона. Зоб и грудка зелёно-голубые. Брюшко зелёное. Оперение крыла чёрно-синее. Хвостовые перья светло-оливково-зелёные. Маховые перья голубые. Надхвостье зелёное с голубыми краями. Хвостовые перья сверху оливково-зелёные, снизу — серо-коричневые. В нижней части ноги красные, в верхней — зелёные. Хвост длинный ступенчатый.

## Распространение
Обитает в Парагвае, Бразилии, северной части Аргентины и на юго-востоке Боливии.
Также существуют устойчивые популяции завезённых в Северную Америку и одичавших черноголовых попугаев Флорида, Лос-Анджелес и Южная Каролина.

## Образ жизни
Довольно часто небольшие стайки этих попугаев можно увидеть кормящимися на сельскохозяйственных полях или во фруктовых садах. На земле это неуклюжие ходоки, но на ветках деревьев и кустарников очень подвижные и ловкие птицы. Держатся в основном в среднем и верхнем ярусе деревьев. Там же они находят пищу — плоды, семена и вегетативные части растений.

## Размножение
Гнездятся обычно небольшими группами в дуплах и часто выбирают для этой цели одиноко стоящие в саванне деревья. В кладке бывает от 3 до 6 яиц. Через 25 дней появляются птенцы, примерно в 1,5-месячном возрасте они оперяются и вылетают из гнезда.

## Содержание
Эти неприхотливые попугайчики хорошо приживаются в домашних условиях. Были завезены в Европу в 1870 году.